# 부에노스아이레스 지하철 H선
숩테 H선(La línea H del subte de Buenos Aires)은 아르헨티나의 수도 부에노스아이레스의 "노란색" 노선으로 2007년 10월 18일 개통되었다.

## 개요
숩테 H선은 현재 총길이 8.8km로 연장. 아르헨티나에서 가장 최근에 개통된 여섯 번째 노선이며, 1944년 E선 공사 이후 60년 만에 신규로 추가된 노선이다. A, C, D, E와 동일한 복선 전동 방식을 채택했다.

## 지하철 역
- 병원
- 패트리시오 공원
- 카세로스
- 인클란
- 훔베르토
- 베네주엘라
- 온세 광장
- 해류
- 코르도바
- 산타페
- 라스 헤라 스
- 법률 학교

## 갤러리

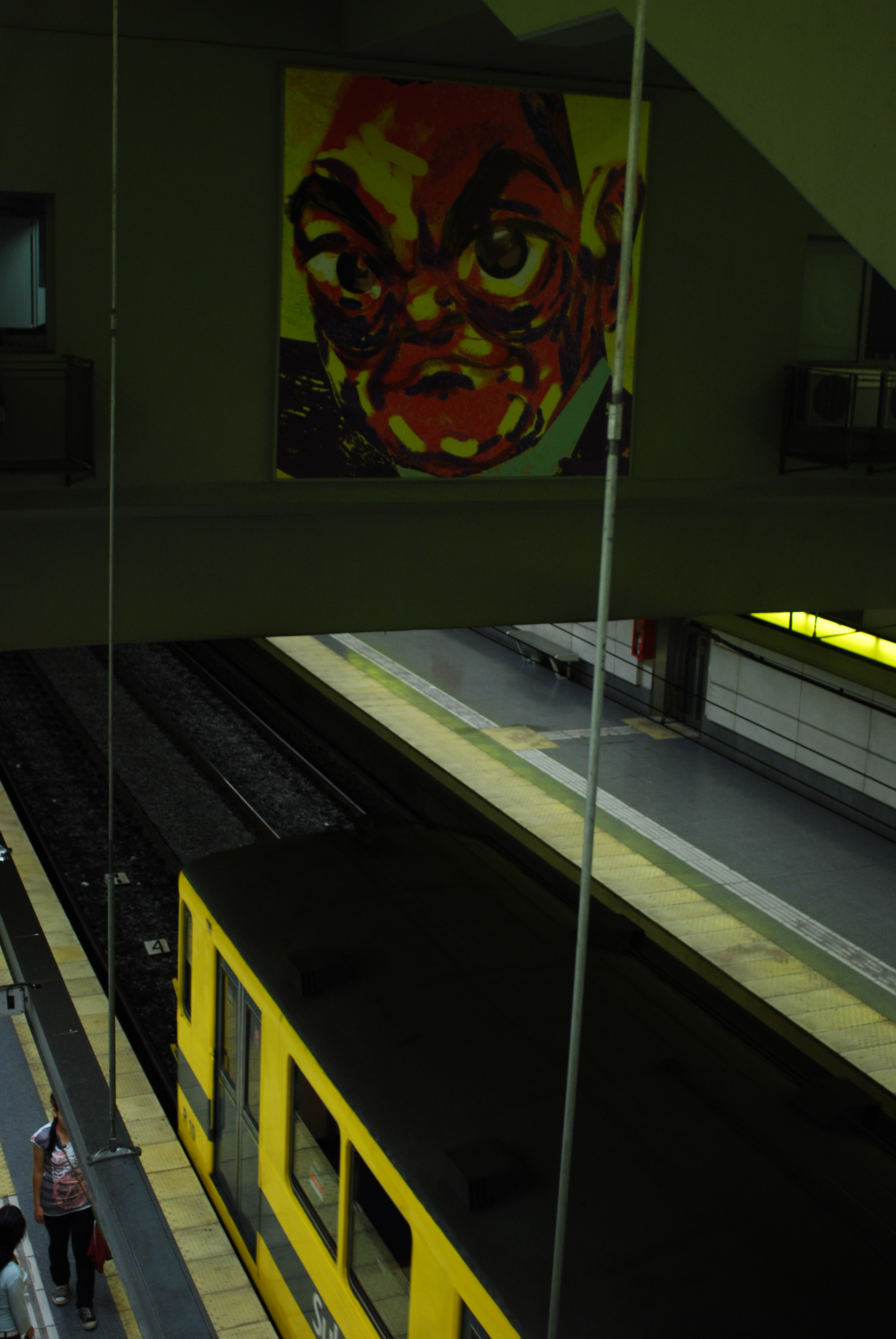
프란시스코 카나로 벽화 (훔베르토 역)
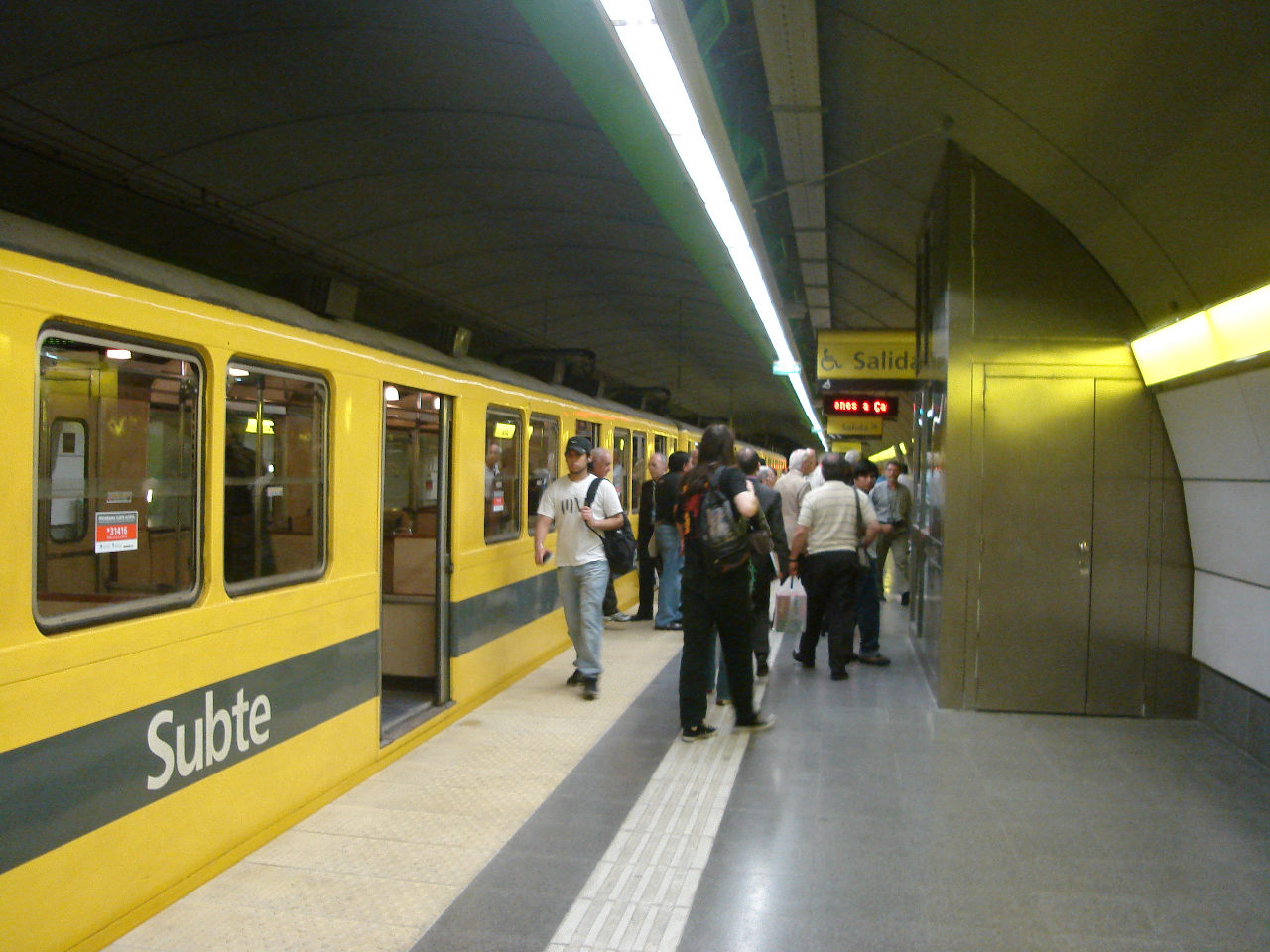
온세 역
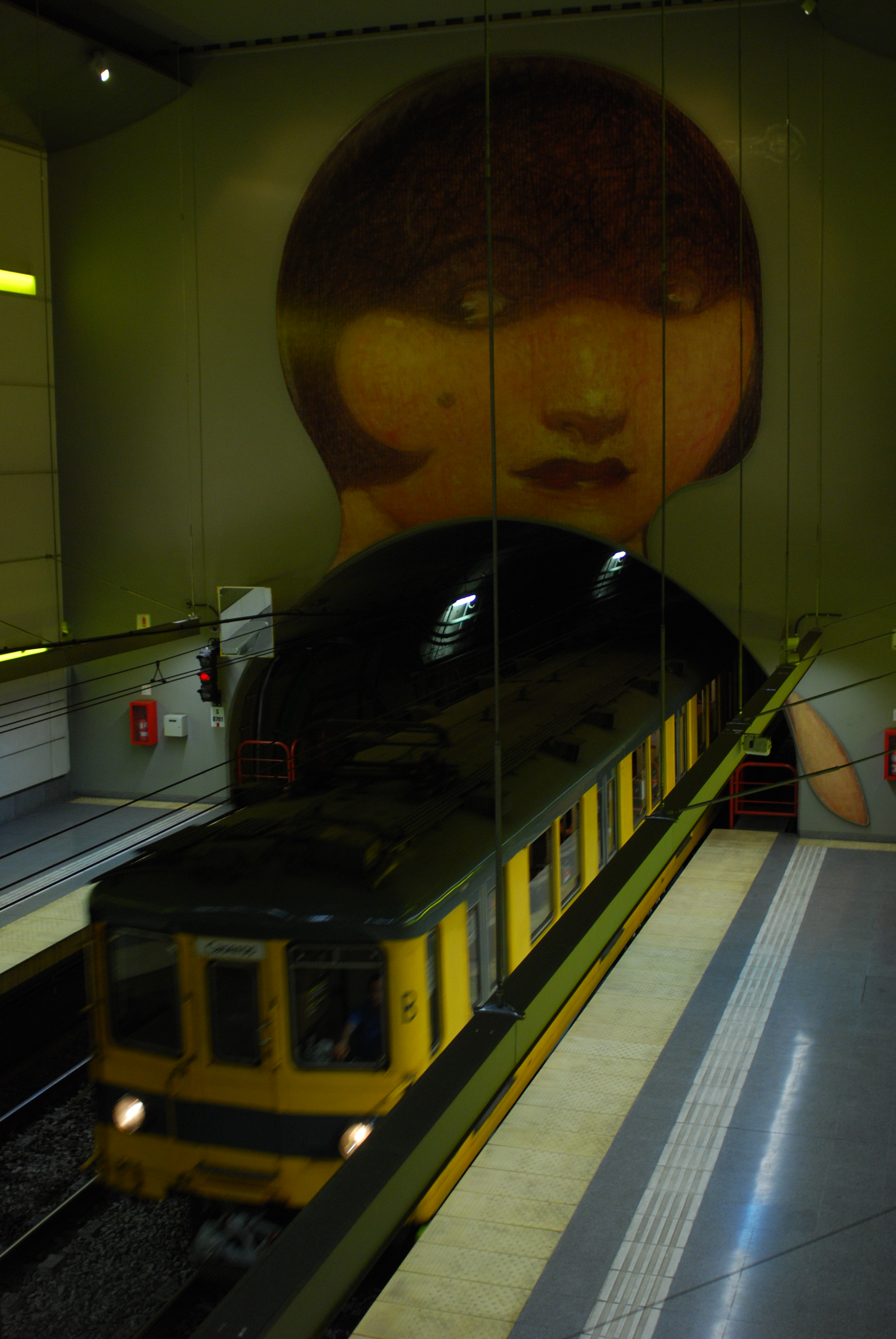
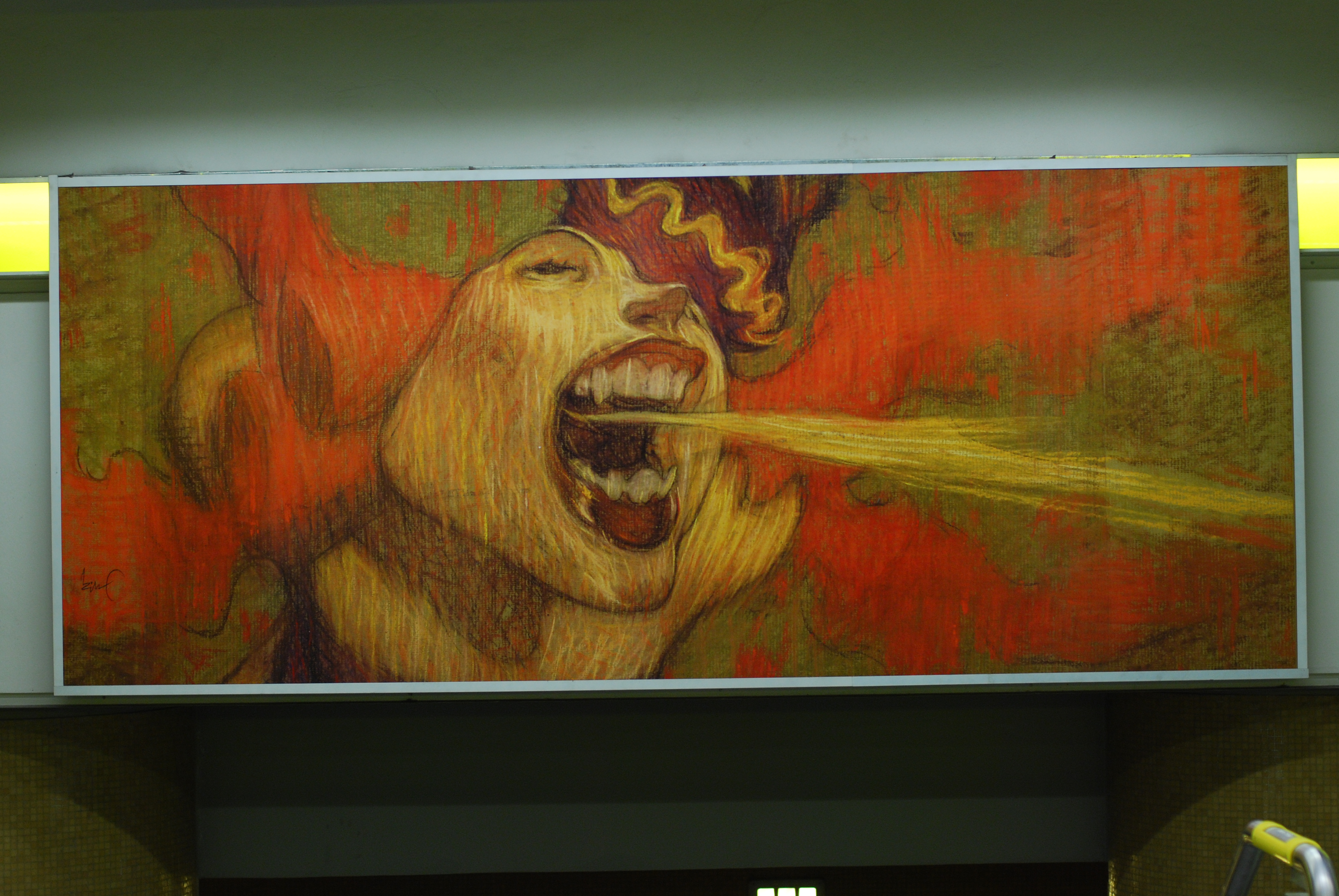
베네주엘라 역
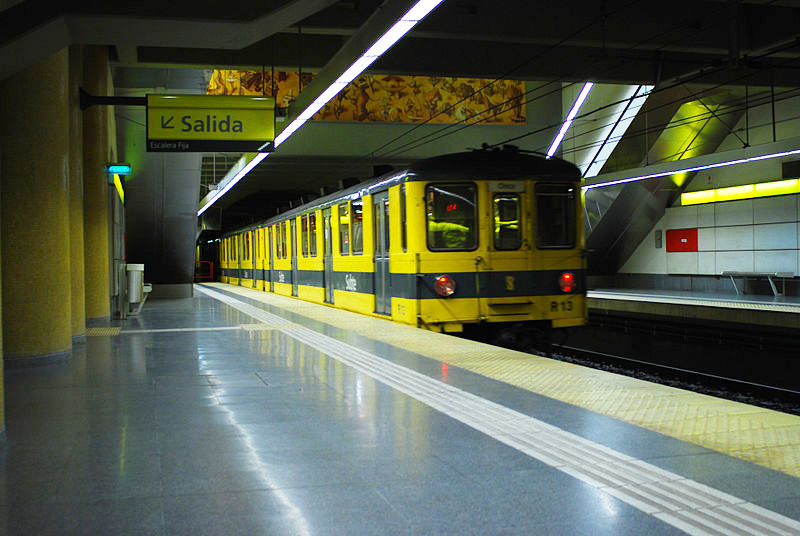
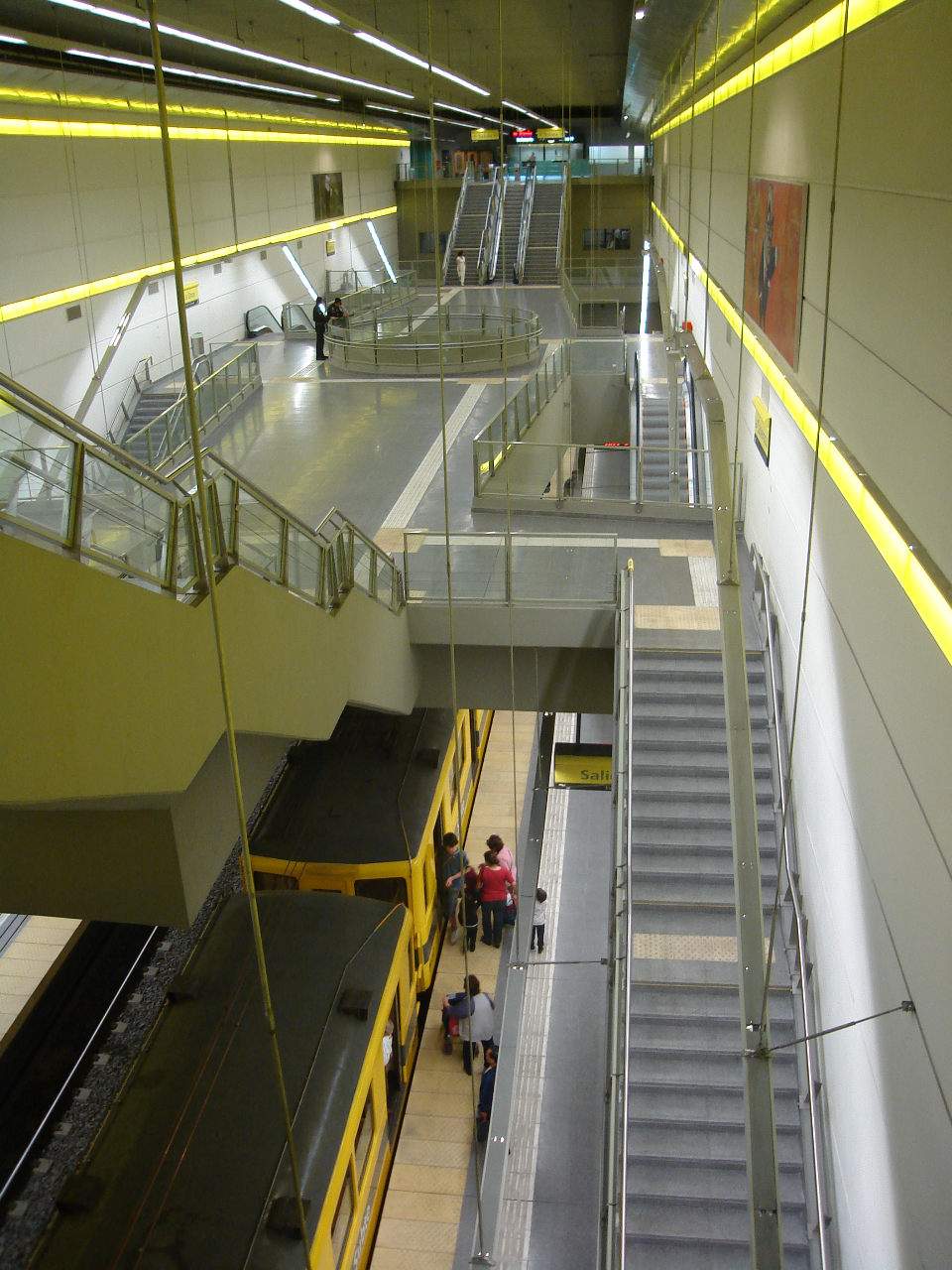
훔베르토 역
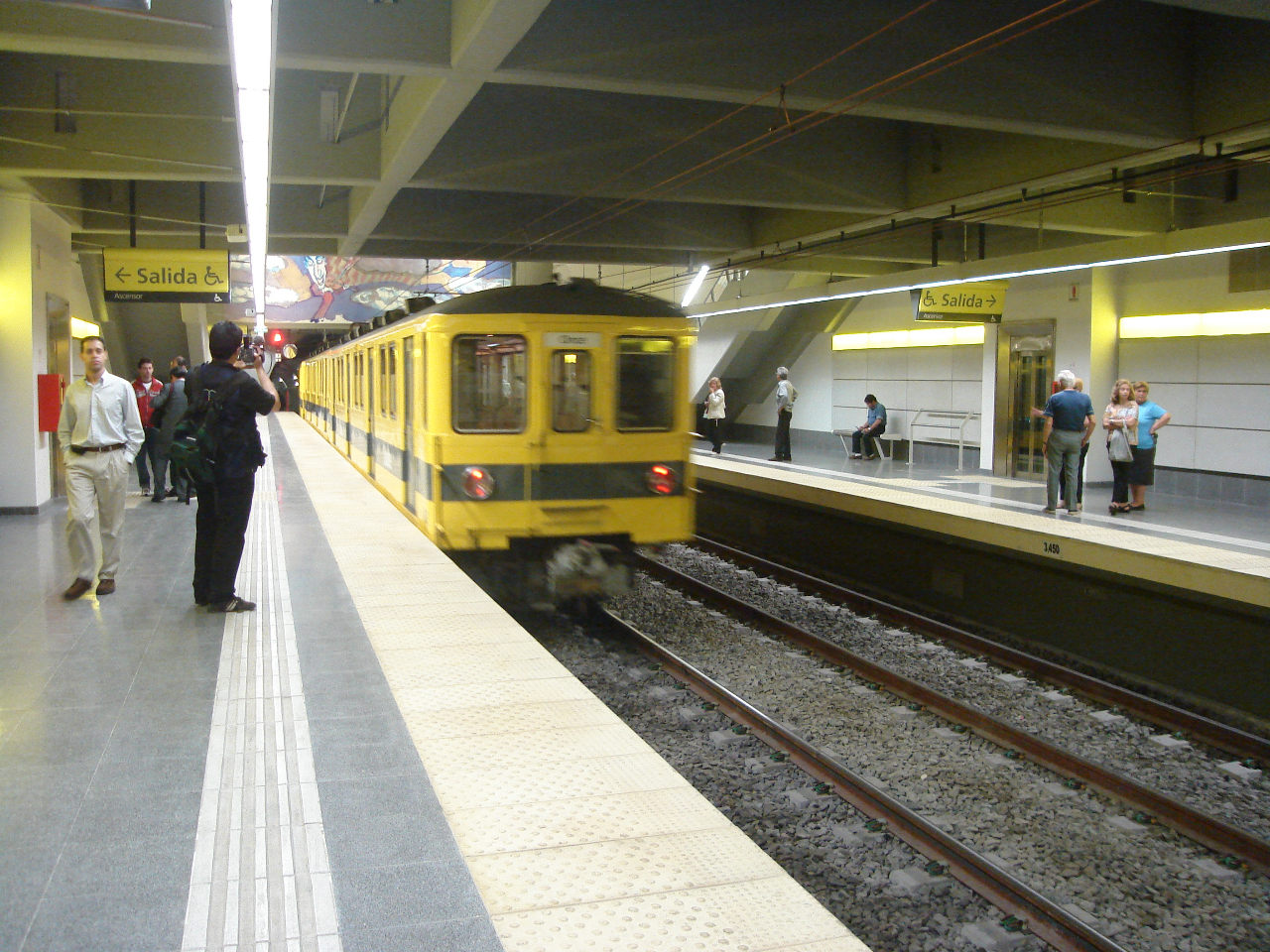
카세로스 역

## 같이 보기
- 부에노스아이레스 지하철